# Ремон де Ларош
Ремон де Ларош (фр. Raymonde de Laroche; Париз, Француска 22. август 1882 — Аеродром у Кротоу, Француска 18. јул 1919) била је француски пилот и прва жена на свету која је добила пилотску дозволу. Најпре је пилотирала балоном, да би 8. марта 1910. године, у 24. години, добила дозволу број 36 Међународне ваздухопловне федерације (Fédération Aéronautique Internationale, FAI). Учествовала је на аеромитинзима у Хелиополису, Будимпешти, Руану и Санкт Петербургу.

## Биографија

### Ране године
Ремон де Ларош рођена је 22. августа 1882. године у Паризу као Елиза Ремон Дерош у сиромашној породици. Као дете, доста се интересовала за спорт и јахање. У одраслом добу интересовања су јој покривала тенис, веслање, клизање, бициклизам, мотоцикле али и аутомобиле. Као девојка, бавила се глумом, када је и усвојила сценско име Ремон де Ларош. Инспирисана летом Вилбура Рајта из 1908. године, као и познанством са многим пилотима, између осталих и са Леоном Делагранжом који је био отац њеног сина, Ремон де Ларош је одлучила да и сама научи да лети.

### Пилотска достигнућа
У октобру 1909. године, Ремон де Ларош упутила је молбу свом пријатељу, пилоту и градитељу авиона, Шарлу Воазену, да је научи да лети. Ова молба довела је де Ларош, 22. октобра 1909. године, у базу операција браће Воазен у Шалону, 140 km источно од Париза. Пошто је Воазенова летелица била једносед, морала је да управља летелицом самостално док је он био на земљи и давао јој инструкције. Пошто је савладала кретање летелице по земљи, успела је и да полети и да задржи летелицу у ваздуху у дужини од 270 m. Наредног дана, направила је два круга летелицом и у ваздуху прешла раздаљину од 6 km.
Овај лет се узима као први лет изведен од стране жене пилота у летелици са сопственим погоном тежом од ваздуха, мада постоје неки докази да су друге две жене, П. Ван Потелсберг и Тереза Пелтије извеле самосталне летове са Анри Фарманом и Леоном Делагранжом годину дана раније. Тереза Пелтије, која је остала запамћена као прва жена путник у авиону, током 1908. године извела је самостални лет у дужини од 200 m.
8. марта 1910. године, у 24. години, добила је дозволу број 36 Међународне ваздухопловне федерације (Fédération Aéronautique Internationale, FAI) и постала прва жена са пилотском дозволом на свету.
Де Ларош се 8. јула 1910. године такмичила за „Женску награду“ на митингу у Ремсу у Воазеновом двокрилцу и том приликом је доживела тешку несрећу. Умало је погинула у несрећи, а након опоравка од две године се вратила пилотирању. Убрзо је поставила нове рекорде међу женама пилотима, укључујући даљину (323 km) и висину (4.500 m) коју је летелица постигла током лета.
Са пријатељем, Шарлом Воазеном, 26. септембра 1912. доживела је тешку саобраћајну несрећу у којој је Воазен изгубио живот.
Освојила је и Coupe Femina 1913, у којем је, 25. новембра прешла раздаљину од 323 km у непрекидном лету дужем од 4 сата.
Током Првог светског рата, с обзиром на то да се летење сматрало превише опасним за жене, служила је у војсци као војни возач, превозећи официре из позадинских линија до линије ватре.
У јуну 1919. године поставила је нови висински рекорд међу женама пилотима од 4.785 m.

### Смрт
Де Ларош је, као талентовани инжењер, 18. јула 1919. године, на аеродрому у Кротоу копилотирала новом летелицом у нади да ће постати прва жена тест пилот. Међутим, летелица се током спуштања срушила и пилот и де Ларош су погинули.
Статуа Ремон де Ларош налази се на Ле Бурже аеродрому у Француској.

## Галерија
- Ремон де Ларош 1909. године
- Ремон де Ларош 1915. године
- Ремон де Ларош на митингу у Ремсу